# Verbal Behavior
Verbal Behavior ou Comportement verbal est le titre d'un livre de Burrhus Frederic Skinner. Il paraît en 1957, et est une analyse théorique du  comportement linguistique du point de vue scientifique de l'analyse du comportement ou behaviorisme. Le comportement linguistique, d'après Skinner 1957, obéit aux mêmes règles que d'autres comportements. Il s'en distingue cependant par le fait qu'il n’est pas directement renforcé par l'environnement physique, mais seulement indirectement par le comportement des autres personnes. Dans cette approche théorique, le langage est un comportement social. Il peut être renforcé ou éteint par les interlocuteurs comme tout autre comportement.
Le comportement verbal est mis en forme et conservé par un environnement verbal - par des personnes qui répondent au comportement de certaines manières en raison des pratiques du groupe dont ils font partie. Ces pratiques et l'interaction qui en résulte, entre celui qui parle et celui qui écoute, génèrent les phénomènes qui sont considérés ici sous la rubrique du comportement verbal.p. 226
L'originalité de l'approche et son efficacité thérapeutique vient de son approche fonctionnelle et non pas formelle du langage. La linguistique et la psycholinguistique s'intéressent à la structure du langage, son vocabulaire, sa grammaire et ses liens avec la structure du psychisme. Dans l'approche du comportement verbal au contraire, le langage est considéré comme un moyen d'obtenir ou d'éviter une conséquence à l'instar des autres comportements et également de modifier l'environnement. Les approches linguistiques et comportementales du langage sont en fin de compte complémentaires.
Le livre est considéré comme un des travaux les plus importants du béhaviorisme. Cependant, il n'y en a pas, pour l'instant, de traduction ni en allemand ni en français. On connaît presque mieux que l'ouvrage sa critique faite en 1959 par le linguiste Noam Chomsky, que l’on considère comme un des points de départ du cognitivisme, et qui introduisit en psychologie la révolution cognitiviste.
Si initialement l'ouvrage fut ignoré par la communauté scientifique, y compris béhavioriste, cette position a progressivement changé au cours des années 1980 et 1990. Depuis le début des années 1980, il a été l'objet d'un regain d'intérêt en particulier dans ses applications pratiques dans le cadre de l'ABA ou analyse appliquée du comportement. Les principes théoriques de l'ouvrage sont désormais totalement intégrés  aux différents programmes de soins aux enfants présentant des Troubles Envahissant du Développement (TED) et des syndromes autistiques afin de leur apprendre à interagir avec leur environnement au moyen du langage et ainsi les socialiser. C'en est un volet fondamental dont les bénéfices ont été démontrés.
Un journal scientifique est consacré aux recherches dans ce domaine : "The analysis of Verbal behaviour".

## Résumé

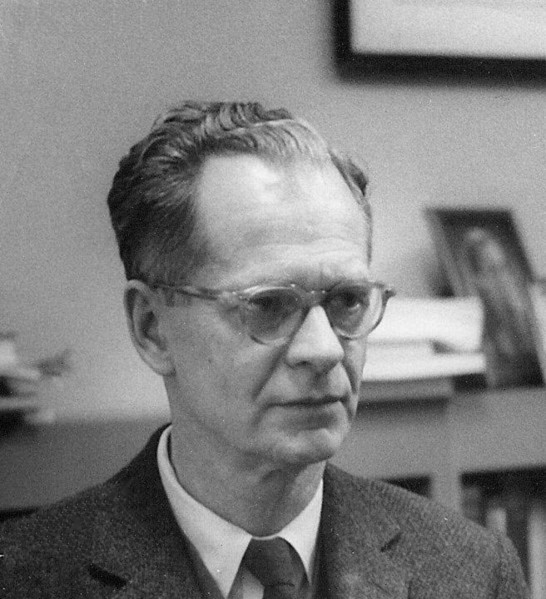
Skinner à Harvard dans les années 1950

Skinner commence par définir le comportement verbal, et explicite l'utilisation de l'appareillage conceptuel de l'analyse béhaviouriste dans le domaine de la langue. Ainsi, il présente et explicite les diverses formes d'opérants verbaux (les unités du comportement verbal). La discrimination opérée dans le comportement verbal permet une généralisation des formes, en permettant l'élaboration de formes nouvelles, plus complexes, de comportement verbal. Skinner souligne particulièrement la motivation multicausale des actes de langage : un comportement verbal n'est que rarement déclenché par un seul des processus décrits par Skinner, et également, les variables du comportement verbal peuvent contrôler plusieurs sortes de comportement. Sous la désignation de comportement autoclitique, Skinner énonce comment le comportement linguistique même du locuteur  peut se contrôler soi-même. Enfin, Skinner décrit le contrôle du comportement linguistique par le locuteur, c'est-à-dire comment le comportement linguistique est contrôlé par les autres types de comportements. Et Skinner considère la pensée aussi comme un comportement.
Skinner conduit ici jusqu'au bout bien des sujets qu'il n'avait fait qu'effleurer dans Science and Human Behavior, traduit en Science et comportement humain. Ce livre ne contient cependant aucune nouvelle loi sur le comportement, qui ne pourraient servir que dans le cadre linguistique. Les seuls concepts nouveaux introduits par Skinner sont les opérants verbaux (mande et tact, l'échoïque, les comportements textuel et intraverbal, ainsi que l’autoclitique). Du point de vue épistémologique, Verbal Behavior constitue une théorie économique. Skinner illustre ses hypothèses au cours du livre avec des centaines d'exemples.
La compréhension du contenu de Verbal Behavior n'est que difficilement possible sans connaissances fondamentales de l’analyse du comportement (bien que Skinner écrive avec une grande clarté). En particulier, il est vain d'essayer de comprendre Verbal Behavior avec les présupposés traditionnels du phénomène du langage, parce que l'hypothèse béhaviouriste est  plutôt contraire à l'intuition. Le présent article ne peut donc que donner une brève introduction dans le thème. Avant tout, l'explication par Skinner des comportements langagiers les plus complexes ne peut prétendre à entrer dans un article encyclopédique.

## Conditions préalables
Skinner, est un des fondateurs de l'école béhavioriste de l’analyse du comportement. Dans Verbal Behavior, il applique les connaissances acquises sur le comportement des animaux et des hommes au comportement langagier.
Le comportement est soumis, dans la perspective béhavioriste, au contrôle par l'environnement, ou sous une autre formulation : le comportement est formé par l'environnement (passé et présent) de l'organisme. Une première distinction s'impose :
- Le contrôle par les stimulus : ce sont les influences de tous les événements de l'entourage de l’organisme qui se sont produits dans le passé du comportement, donc les conditions préalables au comportement (Antécédents)

et 
- le contrôle de renforcement : ceci est l'influence des événements de l'entourage à la suite temporelle du comportement, c'est-à-dire les Conséquences du comportement

au moyen du modèle ABC où B représente le comportement (Behavior), on peut expliquer la forme et la fréquence du comportement :
A → B → C
On parle ici de contingence à trois termes du comportement. Pour simplifier, l'énoncé fondamental de ce modèle peut se formuler ainsi : le comportement est déclenché par les conditions préalables (les stimulus ou Antécédents) et par les conséquences prévisibles (renforcement ou Conséquences).
Le concept de contrôle donne prise au malentendu que l'organisme, du point de vue béhavioriste, se comporte d'une certaine manière mécaniquement et dirigé de l’extérieur. Mais Skinner souligne l'activité de l'organisme : le comportement (conditionné) de l’organisme est un résultat. Skinner exprime ceci dans son introduction :
« Men act upon the world, and change it, and are changed in turn by the consequences of their action.
Les hommes agissent sur le monde, le changent, et sont à leur tour changés par les conséquences de leurs actions.

(Skinner 1957, p. 1) »

## Définition
- Skinner définit le comportement langagier comme un comportement qui n’agit pas directement sur l'environnement physique, mais seulement indirectement, par le comportement d'autres hommes (« Behavior which is effective only through the mediation of other persons »[10]. Quand quelqu'un a soif, il peut aller chercher un verre d'eau, ou dire à une autre personne « Donne-moi de l'eau, s'il te plaît. » Ce second comportement ne donne lieu à un renforcement que si quelqu'un d'autre (un auditeur) fait quelque chose (apporte de l’eau). L'auditeur doit pour cela être entraîné (pas forcément explicitement) à renforcer le comportement verbal, et par suite appartenir à la même communauté linguistique que l'énonciateur.

Un exemple montrera combien Skinner pousse loin sa définition : un pigeon qui a appris dans une expérience d'analyse comportementale à picoter un guichet quand apparaît un disque vert, n'est pas directement renforcé par l'environnement physique, mais par un « auditeur », l'expérimentateur, qui a appris à renforcer le comportement du pigeon dans ce cas (en lui donnant p. ex. une boulette de nourriture). Le picotement du pigeon est donc dans ce sens un comportement langagier.
Il est parfois reproché à la définition de Skinner qu'elle ne permet pas de distinguer le comportement langagier d'autres comportements sociaux. Pour cela, il faut des informations sur l'histoire de l’apprentissage d'une autre personne (l'auditeur), pour pouvoir appliquer la définition. Une définition claire du comportement langagier est cependant (selon Matthew Normand) aussi impossible que celle du comportement agressif. L'énoncé central de Skinner exprime que le comportement langagier ne diffère pas essentiellement des autres types de comportement. Si la définition contient aussi quelques cas que l'on n'appellerait pas d'habitude langagiers, mais que le lecteur désignerait plutôt comme un comportement social, ceci ne constitue pas un défaut.
Il découle en outre de la définition de Skinner que le comportement langagier n'est pas lié à une forme définie (à un support physique). La forme la plus courante de comportement langagier est la parole (comportement vocal), qui en tous cas a la plus faible influence sur l’environnement physique (ce n'est que rarement, souligne Skinner, que la parole amène les murailles de Jéricho à s'effondrer, ou le Soleil à interrompre sa course). En outre s'ajoutent les formes les plus diverses de langage écrit et la langue des signes ; également les langues où le locuteur touche la peau de l’auditeur (langue de Lorm pour les sourds-muets-aveugles). Les formes audibles de comportement langagier peuvent aussi être les applaudissements au théâtre, ou les sonneries de clairon pour les militaires. L'opérateur du télégraphe se comporte aussi selon Skinner comme un locuteur en remuant sa main, comme celui qui pointe des mots sur un tableau – toujours en supposant que ce comportement va modifier celui d'une autre personne.
Avec cette définition, Skinner se démarque de la définition de la vue linguistique du problème de la langue : les linguistes s'occupent plus rarement du comportement langagier (ou de l’action verbale) d'une personne isolée mais ils étudient en général les langages (c'est-à-dire le comportement langagier abstrait de nombreuses personnes). De façon traditionnelle, il est aussi supposé que le comportement langagier (comme bien d'autres comportements) ne peut être expliqué qu'à partir d'événements internes à l’organisme : la langue sert dans cette optique à exprimer des « idées » (ou des signifiés ou de l'information). Par contre, Skinner voit dans la signification de ce qui est dit quelque chose qui se passe hors de l'organisme (dans les relations entre les  événements de l’environnement et le comportement). C'est pour cela que la vision d'un langage de Skinner a plus été comparée à celle de Ludwig Wittgenstein(« La signification d'un mot est son usage dans la langue »),,.

## Bases

### L'opérant verbal, unité du comportement verbal
Le comportement verbal apparaît comme un ruisseau : pour l'étudier, il faut le découper en unités. Les unités traditionnelle, mot, phrase, etc. pourraient s'offrir pour ce travail. Mais Skinner a  besoin d'une unité que l'on peut identifier de façon univoque, et qui se tient en rapport fonctionnel (c.à.d. régulé) avec des variables définies. L'analyste du comportement ne pose pas l'unité de comportement (l’opérant) qu'il étudie, mais à la suite de son apparition comme fonction d'autres variables définies (par exemple des variables d'environnement). Ceci peut signifier dans le cas d'opérants verbaux que cette unité peut être aussi bien un signe aussi minime qu'une intonation, ou un seul son, qu'une tournure de phrase complète, ou une phrase entière (comme « ne fais pas demain ce qui tu peux faire aujourd'hui »). Il est toujours supposé que l'opérant verbal dépend d'une autre variable, c'est-à-dire reste avec elle en relation fonctionnelle. Exemple : quand l'accentuation ou son omission fait que le comportement langagier est renforcé ou atténué, alors l'accentuation est l'unité d'étude appropriée. Ceci contredit naturellement les habitudes linguistiques. Cependant cette définition d’opérant verbal (chaque unité du comportement langagier est en relation fonctionnelle avec une autre variable) est une conséquence de l’application des méthodes de l'analyse de comportement béhavioriste au domaine du comportement langagier.
Les opérants verbaux ne sont pas équivalents avec les mots. Ils sont beaucoup plus le comportement individuel d'une certaine personne dans un certain contexte. Les mots par contre sont des éléments du système abstrait d'une langue. Contrairement à beaucoup de linguistes, Skinner ne part pas de l'hypothèse qu'une dénotation est associée à chaque mot, mais que tout comportement langagier possède ses propres conditions et conséquences. Chaque opérant verbal doit donc être considéré comme le produit d'une situation donnée, dépendant des conditions dans l'environnement qui contrôlent si et quand l'opérant est émis. La capacité d'un enfant de dire « gâteau » quand il voit un gâteau (Skinner range cette expression dans la catégorie du tact) est différente de la capacité de dire « gâteau » quand il a faim (classée par Skinner dans la catégorie de la mande. Ces opérants verbaux sont donc fonctionnellement indépendants (même s'ils ont la même forme). L'hypothèse de Skinner que les opérants verbaux peuvent être acquis avec des fonctionnalités indépendantes a été depuis confirmée de nombreuses fois par l'expérience,. Également, les capacités de parler et d'entendre (de comprendre) sont fonctionnellement indépendantes entre elles.
Un autre secteur de recherche est le répertoire langagier. On désigne sous ce vocable l'ensemble des comportements potentiels du locuteur. Cependant, il est tout aussi insensé de demander où se situe un opérant verbal, quand il n'est jamais prononcé, comme de demander où se situe le réflexe du tendon rotulien, s'il n'est pas déclenché.

### La probabilité d'apparition
Certains opérants verbaux apparaissent avec une plus grande probabilité que d'autres. La probabilité (au sens de la fréquence d'occurrence) d'un opérant verbal dans une situation donnée est la grandeur la plus intéressante pour l'analyse du comportement langagier. On ne s'intéresse pas à la probabilité, au sens où un certain mot serait dit n'importe quand (au sens où on le trouve dans les listes de fréquences de mots), mais leur probabilité d'apparition à un instant donné, dans une situation donnée. On appelle ceci aussi la force de l’opérant.

## Opérants verbaux
Dans le cadre du modèle ABC, Skinner voit un comportement langagier (B pour behavior) comme déterminé par les conditions antécédentes (A) et les conséquences (C). Il identifie quatre antécédents pour le comportement langagier :
- Un état de manque, ou de stimulation aversive, ou une opération établissant dans un certain sens (selon Jack Michael[20]). Le concept d’opération établissante est à préférer à celui aussi utilisé par Skinner d'« état motivationnel », car il ne suppose aucun rapport à des états internes de l’organisme comme cause du comportement, et en outre il a un spectre plus large.
- Détails de l'environnement physique
- Le comportement langagier d'autres personnes
- Son propre comportement langagier

En face, on peut envisager deux classes de conséquences possibles :
- Les conséquences qui sont spécifique d'une opération établissante pour une certaine forme de manque ou d'état de stimulation aversive, et ont une action directe (une action directe sur le locuteur).
- Les conséquences sociales (ou « éducatives ») (la réaction de l'auditeur, p. ex. « C'est ça » ou « Oui », etc.)

Le comportement langagier est contrôlé par une combinaison définie d'antécédents et de conséquences. Cette combinaison définit un opérant verbal. Skinner distingue entre l'opérant verbal pur et le contrôle multiple.

### Opérants verbaux purs

#### La mande
Un opérant verbal qui a en général dans une communauté linguistique une conséquence donnée dans l'environnement du locuteur est nommé par Skinner par le mot artificiel mande. Il dérive ce mot de parents tels que demande ou commande.
- Une mande est un opérant verbal qui n'est renforcé que par une certaine conséquence, et qui est donc sous le contrôle fonctionnel des états de motivation ou d'opérations à effectuer.

Dans le modèle ABC, la mande se décrit ainsi :
- A : La condition préalable de la mande est une certaine opération à faire.
- B : La mande
- C : La conséquence de la mande doit être spécifique.

Exemple :
Une personne dit au snack : « Une frites ketchup mayonnaise », et en reçoit une portion.
- A : La personne a faim (état de motivation) ou n'a pas pris de nourriture depuis longtemps (opération établissante).
- B : « Une frites ketchup mayonnaise ».
- C : La personne reçoit une portion de frites ketchup mayonnaise.

Le comportement langagier « Une frites ketchup mayonnaise » est dans ce cas une mande, puisqu'elle suppose une certaine opération établissante, et n'est renforcée que par une certaine conséquence. Le comportement « Une frites ketchup mayonnaise » ne surviendra plus souvent que dans des situations semblables (notamment, p. ex. au même snack), s'il est renforcé par une conséquence définie (les frites ketchup mayonnaise) mais pas si une autre conséquence survient, p. ex. si la personne ne reçoit pas de frites ketchup mayonnaise.
Une mande « décrit » le renforcement souhaité : « Écoute ! », « Arrête ! », « Dis : oui ! », etc. décrivent le comportement souhaité de l’auditeur. « Encore de la soupe ! » ou « Du sel ! » décrivent le renforcement en tant que tel.

#### Le tact
Le comportement langagier du locuteur et celui des autres est un des déclencheurs les plus efficaces pour le comportement langagier. Skinner décrit ces cas comme des opérants échoïque, textuel, et intraverbal. Deux espèces de stimulus sont d'habitude non verbaux : la (présence de) l’auditoire et l'ensemble de environnement physique.
Skinner utilise pour le cas où l'environnement physique est le stimulus déclenchant pour un comportement langagier le concept de tact, dérivé du contact dans lequel l'individu entre avec l'environnement physique.
Un tact est défini comme un opérant verbal par lequel le locuteur fait surgir ou au moins renforce une réponse comportementale donnée d'une forme donnée par un objet donné, un signe d'un objet, ou un événement dans son environnement.
Dans le modèle ABC, le tact peut être décrit ainsi :
- A : La condition antécédente est la présence d'un stimulus donné (d'un objet, p. ex.) L'état de l’organisme ou les opérations établissantes ne sont pas pertinents dans ce cas.
- B : Le tact.
- C : La conséquence est un renforcement non spécifique, social, du tact. Tandis que la mande « Une frites ketchup mayonnaise » n'est renforcée que par une conséquence tout à fait spécifique, un tact sera soutenu par des renforcements généralisés.

Exemple :
Un enfant voit une poupée et dit « Poupée ».
- A : Présence de la poupée
- B : « Poupée »
- C : La mère félicite l'enfant (ou lui sourit, ou continue à lui parler : le renforcement n'est pas spécifique, c'est un renforcement généralisé)

Le tact n'est pas la même chose que la référence à un mot. Un mot qui se rapporte à un référent donné peut aussi être utilisé dans des situations où il n'y a pas de tact. Par exemple, le mot « Eisenhower » se rapporte à un homme dont c'est le nom. Ce ne pourrait être un tact que si M. Eisenhower était présent. S'il n'est pas là, « Eisenhower » est un textuel, un intraverbal ou un échoïque. Le mot est déclenché dans chaque cas par un stimulus, mais en dehors de sa présence il y a beaucoup d'autres stimulus. Sa personne n'a pas besoin d'être présente (mentalement ou hypothétiquement), ni intériorisée (driven back to the organism comme l'écrit Chomsky) pour que quelqu'un dise le mot « Eisenhower ».

#### L'intraverbal
L'intraverbal est un comportement langagier déclenché par celui d'un autre locuteur, mais qui ne lui correspond pas par la forme. Des exemples pour des intraverbaux sont les réponses à des questions comme : « Où habites-tu ? », « Combien font deux et deux ? », ou la continuation d'une phrase comme « Allons enfants de la… ».
Le comportement intraverbal est souvent très simple, par exemple, quand on répond « Très bien, merci ! » à « Comment allez-vous ? ».Le bavardage est pour la plus grande partie un comportement intraverbal. Mais il y a des cas plus intéressants, par exemple, quand la réponse à « Pourquoi ? » est pour la plupart du temps une phrase commençant par « Parce que… ». Quand un poème assez long est récité, la suite est souvent conditionnée par ce qui est dit. Si l'orateur est interrompu, il perd le fil. La même chose est valable pour la récitation de l'alphabet, l'énumération, et les additions et multiplication simples.

#### L'échoïque
L'échoïque est un comportement langagier qui est déclenché par un autre comportement langagier, et où la forme du contenu est semblable à celle de ce qui vient d'être entendu. Le comportement échoïque est la répétition – au moins en partie – par le locuteur de ce qu'il vient d'entendre. Ceci arrive la plupart du temps sans que le locuteur y ait été explicitement incité (« Dis :... ! ») : ce ne serait alors pas un échoïque pur, mais un combiné d'intraverbal et d'échoïque (donc un comportement langagier à contrôles multiples). L'échoïque suit en règle générale immédiatement ce qui a été entendu. Un comportement partiellement échoïque se présente quand le locuteur ne reprend qu'un aspect de ce qui a été dit précédemment, par exemple, l'accent, ou un maniérisme. Souvent, nous chuchotons quand l'autre chuchote sans connaître la raison du chuchotement de l’autre.
L'exigence explicite d'une réaction échoïque par quelqu'un d'autre n'est qu'une des possibilités de survenue de ce genre de réaction. Obéir à la demande « Dis : chien ! » par « Chien » peut conduire à une réaction positive de l’autre (« Oui, bien ! »), ou à la  terminaison de la situation aversive (l'autre cesse de demander au locuteur la répétition des énoncés). Que l'on pense ici à leçon de langues étrangères : Celui qui réussit à imiter les sons bizarres de la maîtresse est « absous », et échappe au foyer de son attention.
À côté de cela, il y a aussi des formes moins explicites du renforcement du comportement échoïque. On sera ici ou là renforcé pour la répétition du comportement langagier, par exemple en répétant les mots que quelqu'un d'autre utilise dans la conversation : ces formes verbales sont parfois plus efficaces que les siennes propres pour se faire comprendre de l’autre. Les réactions échoïques servent souvent de remplissage pour faciliter la réponse, par exemple quand le candidat répète les mots de l’examinateur avant de répondre à la question : la situation aversive de devoir trouver une réponse est ainsi provisoirement évitée. Les réactions échoïques servent aussi à mieux enregistrer ce que l'on a entendu (par exemple, quand on répète un numéro de téléphone que l'on a entendu), ou pour exiger de l'autre qu'il répète ou clarifie un énoncé (« Chien ? Quel chien ? »).

#### Le textuel
Le textuel est une réaction vocale qui est sous contrôle d'un stimulus verbal non-auditif (p. ex. un texte écrit), ou qui est déclenché par un tel stimulus. L'acquisition du comportement textuel arrive le plus souvent dans un contexte éducatif. Une personne donne des renforcements conditionnés généralisés (p. ex. des louanges) quand une réaction vocale de l'élève observe un certain rapport aux signes écrits sur la page. Le comportement textuel est maintenu par les nombreux effets collatéraux de la lecture. Le comportement textuel est automatiquement renforcé parce que le lecteur retire beaucoup d'avantages de sa lecture (p. ex. il est averti de dangers, ou orienté vers d'autres renforcements possibles, etc.). En fait la lecture est tellement renforcée qu'un adulte normalement éduqué ne peut éviter de lire un écrit qu'il aperçoit  (circonstance utilisée par la publicité dans la rue ou dans le métro). Le comportement textuel peut aussi être déclenché par des stimulus engendrés par le locuteur : on crée couramment des textes (on note quelque chose) pour contrôler son comportement futur.

#### L'autoclitique
L'autoclitique est le plus complexe de tous les opérants verbaux. Il est contrôlé par le comportement langagier du locuteur (autoclitique signifie étymologiquement « s'appuyant sur soi-même »). L'influence sur le comportement langagier est subtile. Comparons les deux phrases : « Je pense qu'il va pleuvoir » et « Je suis sûr qu'il va pleuvoir ». « Je pense » et « Je suis sûr » sont des autoclitiques différents, qui n’ont rien à voir avec la pluie (un trait de l'environnement physique), mais avec un aspect de la position de locuteur qui contrôle son comportement langagier. « Je pense » et « Je suis sûr » disent à l'auditeur quelque chose sur la caractérisation de la conviction du locuteur qu'il va pleuvoir. S'il ne pleut pas, la réaction de l’auditeur à l'égard du locuteur sera bien différente selon qu'il a dit « Je pense » ou « Je suis sûr ».

### Revue des opérants verbaux «purs»
La table suivante (selon Frost et Bondy) résume et compare les opérants verbaux : 
| Antécédent                        | Opérant verbal | Conséquence    | ABC   | Exemple                                                                                             |
| --------------------------------- | -------------- | -------------- | ----- | --------------------------------------------------------------------------------------------------- |
| Opération établissante            | Mande          | Action directe | A B C | L'enfant demande à sa mère : « Du lait ! » Sa mère lui en donne.                                    |
| Trait de l'environnement physique | Tact           | Social         | A B C | L'élève regarde dehors : « Aujourd'hui, il fait chaud. » Le maître : « C'est vrai. »                |
| Énoncé d'autrui                   | Intraverbal    | Social         | A B C | La mère : « Ta note en math ? » La fille : « Dix-huit ». La mère : « Bien !»                        |
| Énoncé d'autrui                   | Échoïque       | Social         | A B C | Le maître : « Vrai se dit en anglais true ». L'élève : « Vrai se dit true ». Le maître : « Bien !». |
| Énoncé du locuteur                | Autoclitique   | Action directe | A B C | L'enfant se lève : « J'ai envie de vomir ». Sa mère le conduit aux toilettes.                       |

Outre les précédents, Skinner reconnaît encore quelques catégories d'opérants verbaux purs, comme la transcription (un  texte déclenche le comportement d'écriture de son contenu), et avant tout, diverses extensions du tact (p. ex. l’extension métaphorique ou la dénomination)

### Contrôle multiple du comportement verbal
Les opérants verbaux purs sont plutôt rares, il est bien plus fréquent de trouver un contrôle multiple, où diverses combinaisons d'antécédents et de conséquences sont à l’œuvre. Par exemple : un professeur montre l'image d'une maison et demande « Qu'est-ce que c'est que cela ? ». Le comportement langagier de l'élève : « Une maison » est maintenant sous le contrôle multiple de la question du professeur (comportement langagier d'un autre) et de l’image (caractéristique de l’environnement physique).
La table suivante, toujours appuyée sur Frost und Bondy, liste quelques-uns de ces opérants  verbaux complexes :
| Antécédents                                                                                       | Opérant verbal                | Conséquences          | ABC | Exemple                                               |
| ------------------------------------------------------------------------------------------------- | ----------------------------- | --------------------- | --- | ----------------------------------------------------- |
| - Opération établissante - Traits de l'environ- nement physique                                   | Mande - tact                  | Effet direct ; social | A   | L'enfant voit des biscuits.                           |
| - Opération établissante - Traits de l'environ- nement physique                                   | Mande - tact                  | Effet direct ; social | B   | Il dit « Des biscuits ! ».                            |
| - Opération établissante - Traits de l'environ- nement physique                                   | Mande - tact                  | Effet direct ; social | C   | La mère lui en donne un.                              |
| - Opération établissante - Comportement langagier d'autrui                                        | Intraverbal - mande           | Effet direct ; social | A   | Aux cahiers, la mère dit « Quelle couleur ? »         |
| - Opération établissante - Comportement langagier d'autrui                                        | Intraverbal - mande           | Effet direct ; social | B   | La fille : « Bleu ».                                  |
| - Opération établissante - Comportement langagier d'autrui                                        | Intraverbal - mande           | Effet direct ; social | C   | La mère achète un cahier bleu.                        |
| - Opération établissante - Traits de l’environ- nement physique - Comportement langagier d'autrui | Intraverbal - mande - tact    | Effet direct ; social | A   | La mère montre une balle et dit « Que veux-tu ? »     |
| - Opération établissante - Traits de l’environ- nement physique - Comportement langagier d'autrui | Intraverbal - mande - tact    | Effet direct ; social | B   | L'enfant : « Une balle ».                             |
| - Opération établissante - Traits de l’environ- nement physique - Comportement langagier d'autrui | Intraverbal - mande - tact    | Effet direct ; social | C   | La mère lui donne la balle.                           |
| - Traits de l’environ- nement physique - Comportement langagier d'autrui                          | Intraverbal - tact            | Social                | A   | Papa montre une photo : « Qui c'est ? »               |
| - Traits de l’environ- nement physique - Comportement langagier d'autrui                          | Intraverbal - tact            | Social                | B   | L'enfant : « Maman ».                                 |
| - Traits de l’environ- nement physique - Comportement langagier d'autrui                          | Intraverbal - tact            | Social                | C   | Papa sourit.                                          |
| - Traits de l’environ- nement physique - Comportement langagier d'autrui                          | Échoïque - tact               | Social                | A   | Le maître voit qu'il pleut et dit : « Il pleut ! »    |
| - Traits de l’environ- nement physique - Comportement langagier d'autrui                          | Échoïque - tact               | Social                | B   | L'élève : « Il pleut ! »                              |
| - Traits de l’environ- nement physique - Comportement langagier d'autrui                          | Échoïque - tact               | Social                | C   | Le maître soupire.                                    |
| Comportement langagier d'autrui                                                                   | Intraverbal - échoïque        | Social                | A   | Le soignant : « Deux et deux font ? Réponds quatre ». |
| Comportement langagier d'autrui                                                                   | Intraverbal - échoïque        | Social                | B   | L'enfant retardé : « Quatre ».                        |
| Comportement langagier d'autrui                                                                   | Intraverbal - échoïque        | Social                | C   | Le soignant : « Bien ! »                              |
| - Traits de l’environ- nement physique - Comportement langagier d'autrui                          | Échoïque - tact - intraverbal | Social                | A   | Le soignant lève un crayon : « Dis : crayon ».        |
| - Traits de l’environ- nement physique - Comportement langagier d'autrui                          | Échoïque - tact - intraverbal | Social                | B   | L'enfant retardé : « Crayon »                         |
| - Traits de l’environ- nement physique - Comportement langagier d'autrui                          | Échoïque - tact - intraverbal | Social                | C   | Le soignant : « Bien ! »                              |

## Histoire de la conception et réception
L'impulsion initiale pour Verbal Behavior remonte à 1934, pendant un entretien de Skinner avec le professeur de philosophie Alfred North Whitehead à un dîner à Harvard. Skinner exposa ses idées jusqu'à ce que Whitehead le pousse à expliquer son comportement langagier quand il va dire maintenant : No black scorpion is falling upon this table (Il ne  tombe pas de scorpion noir sur cette table). Au cours de la nuit, Skinner va commencer, sur le coup de cette conversation avec Whitehead, à entreprendre un travail d'interprétation béhavioriste du langage. Il consacra une grande partie de l'année 1944 à ce projet, et en résuma les résultats en 1947 dans un cours à l'université Columbia,, et dans son cours William James à l'université Harvard. Des copies du texte des cours se diffusèrent vite parmi les étudiants,. Pendant un semestre sabbatique, en 1955, que Skinner passa à Putney, il écrivit l'esquisse de Verbal Behavior. Skinner répond à la provocation de Whitehead dans le dernier chapitre du livre.
Dans la conception de Verbal Behavior, Skinner était resté dans le paradigme du béhaviorise, mais il reprend parfois les termes de la linguistique. Pour cela, il suivit en premier lieu les orientations de Leonard Bloomfield,,, mais aussi sur celles d'Otto Jespersen et de Hermann Paul. À son tour, Skinner influença par sa conception du langage la philosophie du langage de Quine.
Skinner considérait Verbal Behavior comme son ouvrage le plus important. La parution du livre coïncide cependant avec le début de ce que l'on appelle la révolution cognitiviste et la séparation de l'analyse du comportement d'avec la psychologie. Dans le public de la psychologie au sens large, le livre n'est donc pratiquement pas pris au sérieux, et n'est aujourd'hui dans tous les cas cité que par des sources secondaires
Dans les premières critiques, le livre a été considéré en partie de manière positive, en partie mêlée,. Mais ce qui émerge est la critique du livre par le linguiste Noam Chomsky de 1959. Chomsky juge que Verbal Behavior ne peut pas expliquer le phénomène du langage et qu'il simplifie le problème outre mesure. Skinner prétend avoir lui seul élaboré une théorie générale du comportement, et essayé de montrer que celle-ci s'applique au cas (extrême) du comportement langagier de façon sensée et sans contradiction. Mais si on prend Skinner au mot (donc si on interprète les concepts utilisés comme ils ont été définis par lui à l'origine), il se trouve dans le  domaine du langage humain clairement en position fausse. Si on considère son analyse dans un sens métaphorique, alors elle n'est rien de plus qu'une considération de tous les jours, exprimée dans un langage technique (« This creates the illusion of a rigorous scientific theory with very broad scope, although in fact the terms used in the description of real-life and laboratory behavior may be mere homonyms. (p. 31) » – Ceci crée l'illusion d'une théorie scientifique rigoureuse de portée  très générale, bien qu'en fait la description du comportement de tous les jours et celui du laboratoire peuvent être de simples homonymes. – Voir aussi le résumé par Chomsky de sa position dans une interview avec Javier Virues-Ortega 2006). Chomsky souligne que des concepts comme « stimulus », « probabilité » et « contrôle des stimulus » sont impropres quand ils sont transposés au comportement humain. Par exemple, le concept d'« intensité de réaction » n'est qu'une réécriture pour des expressions bien moins impressionnantes comme « intérêt », « intention », « croyance », etc. Skinner exprime dit à peu près, au sujet du processus où une affirmation scientifique qu'il y a  dans ce cas des variables supplémentaires qui sont engendrées, qui élèvent la probabilité de l'assertion « generating additional variables to increase its probability, p. 425 ». Si l'on prenait cette définition à la lettre, selon Chomsky (p. 34), alors on pourrait mesurer le degré d'affirmation d'une assertion scientifique selon que celle-ci est énoncée fortement, sur un ton aigu, ou souvent.
La critique de Chomsky a fait plus tard l’objet de critiques de la part des béhavioristes. Cette critique concerne pour une part la qualité formelle de la formulation de Chomsky. Chomsky cite souvent légèrement faussement ou hors contexte. Par ailleurs, le contenu même de la critique est rejeté. Selon Kenneth MacCorquodale, Chomsky présuppose que dans le « monde réel » (du langage humain), d'autres lois de la nature sont valables qu'au laboratoire (ce qui s'oppose au principe de simplicité). Au moins, Chomsky a ignoré ou méconnu la complexité de l’analyse de Skinner. Chomsky feint de croire que quand Skinner nomme une variable de contrôle, il veut dire qu'il a trouvé la seule variable responsable – ce qui voudrait dire qu'il assimile le langage à un ensemble de réflexes. La multiplicité des causes des actes langagiers s'étend pourtant comme un thème tout au long du livre. Dans la critique, il n'en est pas une fois question. David Palmer a répondu à l'assertion centrale de la critique de Chomsky que l'on pourrait utiliser le même genre d'argument contre la Mécanique newtonienne : si l'on prenait les lois du mouvement de Newton à la lettre, alors elles seraient évidemment fausses dans la vie courante. Si on les prend au sens métaphorique, elles ne sont plus que des réécritures dans un langage pseudo-scientifique des règles de bon sens de l’artisan. Mais Skinner n'a pas eu l'intention que l'on prenne son analyse pour métaphore. Il a fait la prédiction forte que les principes du comportement découverts dans le laboratoire peuvent être utilisés au sens technique pour l’interprétation du comportement langagier.
La réponse à la critique de Chomsky n'a cependant pas été prise au sérieux hors du cercle des béhavioristes. On peut toujours lire dans  bien des livres spécialisés en psychologie et en linguistique, que Chomsky a démoli l'hypothèse de Skinner pour expliquer le langage, et par-dessus le marché toute l'analyse du comportement et le béhaviorisme.
Parmi les béhavioristes, Verbal Behavior a été favorablement accueilli. En particulier l'Analyse du comportement appliquée, qui s'applique avec certains succès au cas d'enfants autistes, s'appuie sur Verbal Behavior : la Relational Frame Theory (en) (RFT), et l'Acceptance and Commitment Therapy (en) (ACT) qui en découle, sont des développements dans le sens initié par Verbal Behavior. La fréquence des citations à ce livre a constamment crû depuis sa parution. De 1984 à 2004, Verbal Behavior a été cité en tout 1 093 fois dans des revues scientifiques à comité de lecture (par comparaison, Language and Mind de 1968 de Chomsky l'a été 250 fois, A First Language: The Early Stages de 1973 de Brown 1 343 fois dans la même période). La quantité de recherches empiriques reposant sur les concepts de Skinner a également augmenté. Leur nombre, de 1989 à 2004 a pratiquement quadruplé,, ce qui peut être considéré comme une preuve de la vitalité et de l'utilité de la théorie.

### Original
- (en) Burrhus Frederic Skinner, Verbal Behavior., Acton, MA, Copley Publishing Group, 1957 (ISBN 1-58390-021-7)

### Littérature secondaire
- (de) A. Charles Catania, « Verhaltensanalyse der Sprache. », dans H. Zeier, Die Psychologie des 20. Jahrhunderts., vol. 4 : Pawlow und die Folgen., Zürich, Kindler, 1977 (ISBN 3-463-24001-7), p. 342–382 Eine kurze Einführung in deutscher Sprache (Brève introduction en allemand)
- (en) Linda J. Hayes et Philip N. Chase, Dialogues on Verbal Behavior., Cambridge, MA, Context Press, 1991 (ISBN 1-878978-00-4) (Plusieurs auteurs discutent de la signification et de la portée de Verbal Behavior
- (en) Steven C. Hayes, Linda J. Hayes, Masaya Sato et Koichi Ono, Behavior Analysis of Language & Cognition., Cambridge, MA, 1994 (ISBN 1-878978-18-7) (Présentation de la vue béhavioriste du langage et de la connaissance, sur la base du livre de Skinner.)
- (en) Burrhus Frederic Skinner, Science and Human Behavior., New York, NY, The Free Press, 1953 (ISBN 0-02-929040-6, lire en ligne)
- (en) Mark L. Sundberg et Jack Michael, A Collection of Reprints on Verbal Behavior, Pleasant Hill, CA, Behavior Analysts, 1998 (ISBN 0-9745151-4-0) (Rapport sur un certain nombre de travaux qui développent les idées de Verbal Behavior)

### Liens web

#### Généralités
- (en)« The Analysis of Verbal Behavior (TAVB) (Périodique) » (consulté le 20 janvier 2012)
- (en)Cambridge Center for Behavioral Studies, « Introduction à Verbal Behavior » (consulté le 20 janvier 2012)

#### Réception
- (de)« Kritik an Chomskys Kritik » (consulté le 20 janvier 2012)